# 保科善四郎
保科 善四郎（ほしな ぜんしろう、1891年（明治24年）3月8日 - 1991年（平成3年）12月24日）は、日本の海軍軍人、政治家。最終階級は海軍中将。衆議院議員を4期務めた後、財団法人日本国防協会会長。

## 略歴
宮城県伊具郡北郷村（現・角田市）出身。旧制宮城県角田中学校より、海軍兵学校および陸軍士官学校（第25期）を受験し、双方に合格している。海軍兵学校第41期入校。席次は入校時120名中40番、卒業時118名中28番。海軍大学校卒業。

## 人物像
1930年（昭和5年）5月から1932年（昭和7年）11月までアメリカ駐在であったが、海軍きってのアメリカ通として鳴らしアメリカ海軍の人物を調査するのが先決という持論を持っていた。アメリカに来る後輩士官たちに「情報が欲しいと言っても無暗に向こうを刺激するようなことをするな。大事なのはその国を知ること、人を知ること、友人をたくさん作ること」と言っている。アメリカ海軍が日本海軍の人物についてよく調べていることを知った保科は帰国後、軍令部第三班長の嶋田繁太郎少将に「アメリカ海軍の人事考査表を作らないといけません」と進言した。それは受け入れられることはなかったが後に第三艦隊先任参謀として上海に転勤、そこで後に大きな影響を受ける米内光政と出会う。保科はそれまで米内のことは全く知らず、名前さえも聞いたことがなかったという。
第三艦隊時代の保科は酒を全く飲まず、性格も潔癖で融通が利かなかった。第三艦隊の艦艇に芸者などが白昼堂々と訪問するような雰囲気に「たるんでる」と判断、風紀を改めるべく厳しい通達を発した。そのため上海の花柳界からは総すかんを食らっている。それを見た司令長官の米内が街角の一般食堂に連れ出し、焼きそばを食べながら「君は国際法規だの何だの、ずいぶん熱心に勉強しているようだが、たまにはこういう所に気晴らしに来るといいよ」「中佐にもなって酒も飲まないというのはどうかな。もう少し馬鹿になって人に隙を見せないと部下の統率はできない。今度酒でも飲まないか」と優しく諭され、保科は酒を飲もうと決意したという。40歳代になって初めて酒の味を知ることとなった。そして米内と酒を飲んでいるうちに意外にも自分が飲める体質だということを悟り、この米内の薫陶はのちに艦長になった時の部下掌握に役に立った、と自身が回想している。その後は米内と書簡のやり取りをしていたようで、『米内光政の手紙』（高田万亀子著）に一部が掲載されている。その中には、人間的にかなり欠陥があったという第三艦隊時代の某参謀長に対して苦悩し、手紙で怒りをぶちまけた保科に対して、肋膜炎で第三艦隊司令長官を下りて療養中の米内が「彼は気の毒なくらいの人物なので君は誠心誠意やればよい。（第三艦隊で）君に全幅の信頼を置いていた」と激励したり、中国事情について「君の意見に同感である」と意見交換をしているやり取りもある。
終戦時は米内大臣、多田武雄次官の下で軍務局長の地位にあったが、その際米内から「連合国も永久に日本に軍備を撤廃させることはない。日露戦争の前のトン数を基準に海軍再建を模索すべし」「海軍には優秀な人材が数多く集まり、その伝統を引き継いできた。先輩たちがどうやってその伝統を築き上げてきたか、後世に伝えるべし」「海軍が持っていた技術を日本復興に役立てること」を委託されている。保科が戦後政界に入ったのはこの米内の「遺言」を一つでも達成するためと述べており、Y委員会を通して現在の海上自衛隊を創設する際に、その「遺志」を反映させたと言われている。また海軍嘱託記者だった吉川英治に海軍史の執筆も依頼している。
米内からは信頼を得ていたのだが、米内と数々のコンビを組んだ井上成美は保科に批判的な態度を取っており、慰労会の最中井上は手相を見て「君は典型的な二重人格だ」と言っている。手相で二重人格ということがわかることはなく、これは太平洋戦争開戦時兵備局長で開戦を止められる立場にいた保科が何故止めなかったのか、という批判も込められていた。高木惣吉も「終戦派なのか本土決戦派なのかどっちつかずで腹の内がわからない人」と批判していた。しかし、陸軍は保科を戦争継続派とみなし本音を語り、終戦間際に陸軍による鈴木首相、米内海相暗殺計画も話してしまい、保科は米内の警護を厳重にするように秘書官・副官に命じ、本心を見せないことが海軍側にとっては逆にメリットに働いたとも言える。
日常の言葉にはかなりの東北訛りがあったと言う。国際法顧問として海軍に就職した杉田主馬が海軍省に出仕した初日に彼の案内役をしたのが保科だったが、「ズンズ（人事）局で文官のズンズを担当スているホスナゼンスロウだす」と東北訛りで挨拶したという。また同郷の井上成美とは愚痴などをわざと地元方言で話していたといい、二人の会話を聞いていた大西新蔵は、「何を話しているのかさっぱりわからなかった」と回想している。

## 年譜
- 1891年（明治24年）
  - 3月8日 - 宮城県伊具郡北郷村（現 角田市江尻）に生まれる。
- 1903年（明治36年）
  - 4月1日 - 宮城県角田中学校入学
- 1908年（明治41年）
  - 3月31日 - 宮城県角田中学校卒業
- 1910年（明治43年）
  - 9月12日 - 海軍兵学校入学（第41期）
- 1913年（大正2年）
  - 12月19日 - 海軍兵学校卒業、海軍少尉候補生、装甲巡洋艦「吾妻」乗組
- 1914年（大正3年）
  - 4月20日 - 練習艦隊遠洋航海出発（ホノルル→ヒロ→サンペドロ→サンフランシスコ→バンクーバー→ビクトリア→タコマ→シアトル→函館→青森）
  - 8月11日 - 帰着
  - 8月14日 - 戦艦「安芸」乗組
  - 8月21日 - 巡洋戦艦「伊吹」乗組
  - 12月1日 - 任 海軍少尉、第二南遣枝隊司令部附
  - 12月28日 - 戦艦「富士」乗組
- 1915年（大正4年）
  - 6月30日 - 装甲巡洋艦「吾妻」航海士（少尉候補生指導官附）
  - 12月6日 - 練習艦隊近海航海出発（佐世保→仁川→旅順→大連→鎮海→舞鶴→鳥羽）
- 1916年（大正5年）
  - 4月3日 - 帰着
  - 4月20日 - 練習艦隊遠洋航海出発（香港→シンガポール→フリーマントル→メルボルン→シドニー→ウェリントン→オークランド→ヤルート→ポナペ→トラック→父島）
  - 8月22日 - 帰着
  - 9月1日 - 巡洋戦艦「金剛」乗組
  - 12月1日 - 任 海軍中尉、海軍水雷学校普通科学生
- 1917年（大正6年）
  - 6月1日- 海軍砲術学校普通科学生
  - 12月1日 - 2等巡洋艦「千歳」乗組
- 1918年（大正7年）

7月24日 - 1等駆逐艦「山風」乗組
- 1919年（大正8年）
  - 12月1日 - 任 海軍大尉、海軍砲術学校高等科（第18期生）
- 1920年（大正9年）
  - 11月29日 - 海軍砲術学校高等科修了
  - 12月1日 - 巡洋戦艦「霧島」分隊長
- 1921年（大正10年）
  - 5月5日 - 装甲巡洋艦「出雲」分隊長、海軍少尉候補生指導官
  - 8月20日 - 練習艦隊遠洋航海出発（ホノルル→サンティアゴ→パナマ→コロン→ニューヨーク→ポンタデルガダ→シアネス（英語版）→ルアーヴル→ジブラルタル→マルタ→ポートサイド→アデン→コロンボ→シンガポール→馬公→基隆）
- 1922年（大正11年）
  - 4月4日 - 帰着
  - 4月15日 - 2等駆逐艦「柳」乗組
  - 12月1日 - 1等駆逐艦「灘風」砲術長 兼 分隊長
- 1923年（大正12年）
  - 12月1日 - 海軍大学校入学、甲種第23期生
- 1925年（大正14年）
  - 11月25日 - 海軍大学校甲種卒業、卒業成績順位22名中第2位
  - 12月1日 - 任 海軍少佐、戦艦「山城」副砲長 兼 分隊長
- 1926年（大正15年）
  - 12月1日 - 霞ヶ浦海軍航空隊附
- 1927年（昭和2年）
  - 3月1日 - 海軍省出仕
  - 5月1日 - 海軍省人事局、臨時航空会議議員
- 1930年（昭和5年）
  - 4月1日 - 海軍省軍令部出仕
  - 5月1日 - アメリカ駐在、エール大学留学
  - 12月1日 - 任 海軍中佐
- 1931年（昭和6年）
  - 5月1日 - 在アメリカ日本大使館附海軍駐在武官補佐官
- 1932年（昭和7年）
  - 5月2日 - 帰朝
  - 7月1日 - 海軍省出仕
  - 11月15日 - 第三艦隊砲術参謀
- 1933年（昭和8年）
  - 11月1日 - 海軍大学校教官
- 1934年（昭和9年）
  - 11月15日 - 任 海軍大佐
- 1935年（昭和10年）
  - 8月1日 - 兼 海軍省出仕
  - 10月15日 - 海軍軍令部出仕
  - 10月30日 - 海軍省軍務局第一課長
- 1938年（昭和13年）
  - 1月15日 - 支那方面艦隊参謀副長 兼 第三艦隊先任参謀
  - 4月25日 - 重巡洋艦「妙高」艦長
  - 11月15日 - 重巡洋艦「鳥海」艦長
- 1939年（昭和14年）
  - 11月1日 - 戦艦「陸奥」艦長
- 1940年（昭和15年）
  - 11月1日 - 海軍軍令部ならびに海軍省出仕
  - 11月15日 - 任 海軍少将、海軍省艦政本部出仕 兼 海軍省兵備局長
- 1941年（昭和16年）
  - 3月11日 - 企画院参与 兼 国家総動員審議会幹事
  - 4月1日 - 免 海軍省艦政本部出仕
  - 12月3日 - 兼 海軍省運輸部長
  - 12月26日 - 兼 農林省総務局参与
- 1943年（昭和18年）
  - 6月25日 - 免運輸部長 兼 運輸本部長
  - 6月30日 - 兼 企画院調査官
  - 11月1日 - 任 海軍中将
  - 12月29日 - 兼 軍需省軍需官
- 1944年（昭和19年）
  - 3月11日 - 兼 運輸通信省海運局参与
  - 6月25日 - 免 運輸本部長
- 1945年（昭和20年）
  - 3月1日 - 海軍省軍務局次長
  - 3月20日 - 兼 海軍省船舶救難本部長
  - 4月1日 - 兼 化兵戦部長
  - 5月15日 - 海軍省軍務局長
  - 5月27日 - 兼 大本営海軍部綜合部長
  - 9月1日- 海軍省軍務局長 兼 運輸本部長 兼 大本営戦力補給部長
  - 11月17日 - 海軍省出仕
  - 11月30日 - 海軍省廃官に依り予備役編入、即日充員召集
  - 12月1日 - 第二復員省出仕
- 1946年（昭和21年）
  - 3月31日 - 充員召集解除
- 1947年（昭和22年）
  - 11月28日　公職追放の仮指定を受ける[2]
- 1948年（昭和23年）
  - 10月18日 - 兵器処理問題に関し、衆議院不当財産取引調査特別委員会に証人喚問された[3]。
- 1952年（昭和27年）
  - 4月22日 - 追放解除[4]
  - 7月11日 - 海空技術調査会会長
- 1955年（昭和30年）
  - 2月27日 - 第27回総選挙に旧宮城1区（定数5）から日本民主党公認で出馬してトップ当選
  - 11月15日 - 保守合同で自由民主党に合流
- 1957年（昭和32年）
  - 1月1日 - 自由民主党治安対策特別委員会副委員長
- 1958年（昭和33年）
  - 5月22日 - 第28回総選挙に自由民主党公認で出馬して次点落選
  - 8月26日 - 同じ選挙区で2位当選の本間俊一が死去したことに伴い繰り上げ当選
- 1959年（昭和34年）
  - 7月1日 - 自由民主党対外経済協力特別委員会副委員長
- 1960年（昭和35年）
  - 11月20日 - 第29回総選挙で3位当選
  - 12月23日- 東北開発審議会委員
- 1961年（昭和36年）
  - 8月1日 - 自由民主党総務委員会副委員長
- 1962年（昭和37年）
  - 9月1日 - 自由民主党安全保障に関する調査会副会長
- 1963年（昭和38年）
  - 11月21日 - 第30回総選挙で3位当選
  - 1月26日 - 産業公害対策特別委員長
- 1965年（昭和40年）
  - 11月3日 - 秋の叙勲で勲二等旭日重光章
- 1966年（昭和41年）
  - 8月1日 - 自由民主党政調審議委員
  - 11月27日 - 衆議院「黒い霧解散」
- 1967年（昭和42年）
  - 1月29日 - 第31回総選挙で次点落選、政界を引退
- 1970年（昭和45年）
  - 3月15日 - 日本国防協会会長
- 1991年（平成3年）
  - 12月24日 - 死去（満100歳）[1]、贈正四位

## 栄典
勲章
- 1942年（昭和17年）9月8日  - 勲二等瑞宝章[5]